# Elecciones legislativas de Argentina de 1912
Una elección legislativa se llevó a cabo en Argentina el 7 de abril de 1912, para escoger a 65 de los 120 diputados nacionales. Fueron unas elecciones históricas, ya que eran el primer proceso electoral celebrado bajo la Ley Sáenz Peña, que garantizaba el sufragio universal masculino, directo y secreto. Constituyeron, por lo tanto, las primeras elecciones democráticas de la historia argentina. El resultado fue una victoria para el Partido Conservador, que obtuvo 15 diputados. Sin embargo, destaca el avance de la Unión Cívica Radical, que abandonó su habitual abstencionismo y obtuvo 13 diputados. La participación electoral fue del 68.5%.

## Contexto

### Antecedentes
El régimen hegemónico del Partido Autonomista Nacional, (PAN) instaurado entre 1874 y 1880, fue posible gracias a un acuerdo entre Adolfo Alsina y Nicolás Avellaneda, así como al fraude electoral sistemático, facilitado por el sistema de voto cantado, donde el sufragio era público y sumamente restringido. El régimen se disolvió de común acuerdo. Durante una visita a Roma en 1909, Roque Sáenz Peña, perteneciente a una de las familias más poderosas del país, tuvo la oportunidad de reunirse con el principal opositor al régimen, Hipólito Yrigoyen, líder exiliado de la Unión Cívica Radical (UCR). Durante sus numerosas discusiones, Saénz Peña fue sorprendido con la noticia de que sería candidato del PAN en las elecciones presidenciales de abril de 1910. Saénz Peña, que en 1892 había sido dejado de lado por el partido en favor de su padre Luis Sáenz Peña, era el contrapeso del presidente José Figueroa Alcorta contra el ala más reaccionaria del PAN. Convencido de la necesidad de una reforma relectoral, Sáenz Peña estuvo de acuerdo con Yrigoyen para avanzar hacia la celebración de elecciones libres y justas.
Sáenz Peña mantuvo su palabra e Yirigoyen se encargó de convencer a la UCR de abandonar el abstencionismo electoral. El 10 de febrero de 1912, el Congreso de la Nación Argentina aprobó la Ley Sáenz Peña, redactada por el presidente, con el político católico Indalecio Gómez como coautor. Sin embargo, la ley excluía a las mujeres (que no obtendrían el derecho al voto sino hasta 1947), y a la gran población inmigrante en la Argentina, la mayoría de los cuales aún no eran ciudadanos. Esto afectó principalmente a las grandes ciudades, como Buenos Aires o Rosario, donde más de la mitad de la población había nacido fuera del país.

### Realización y resultados

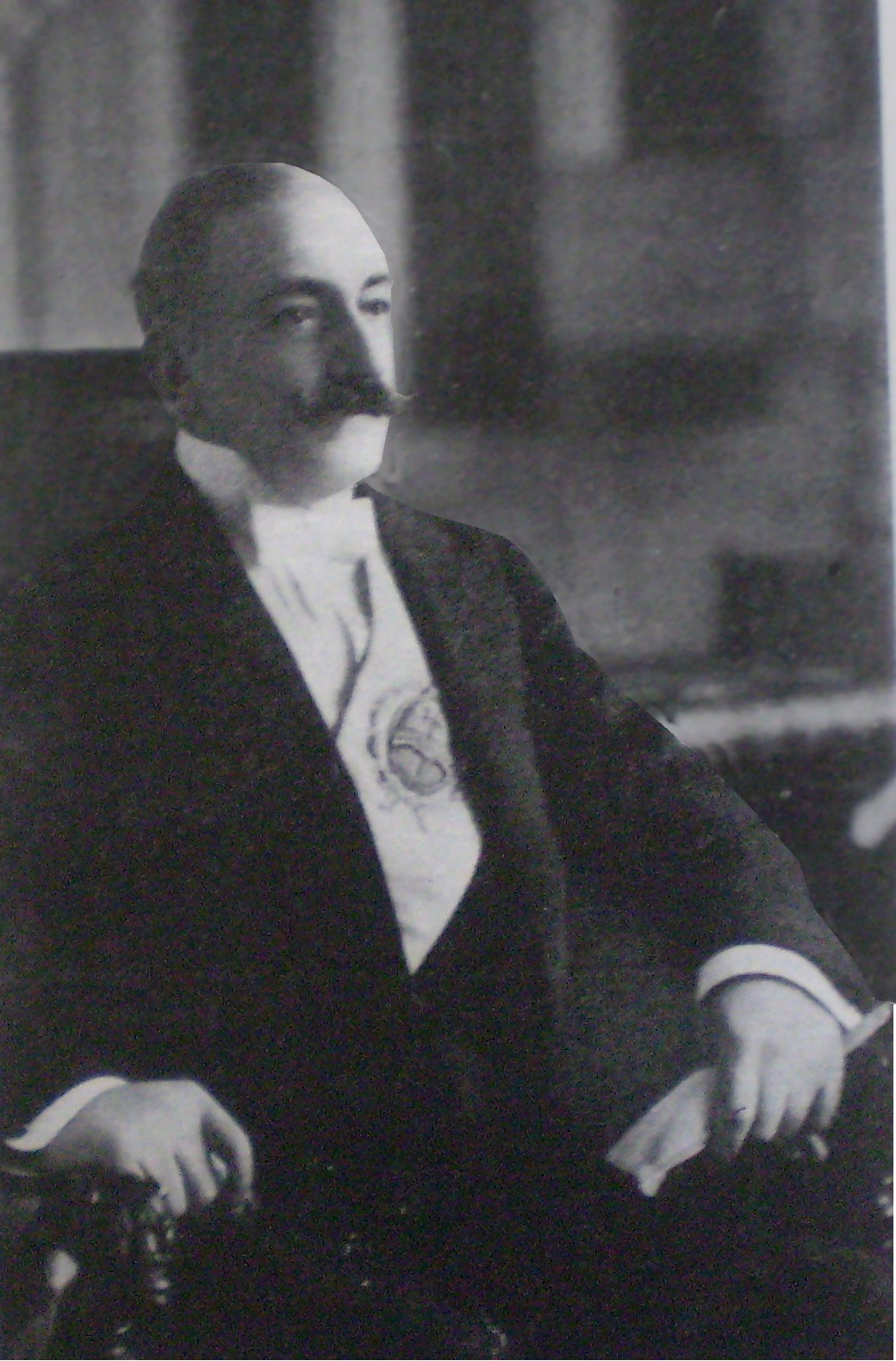
El presidente Roque Sáenz Peña hizo estas elecciones posibles a pesar de la presión dentro de su propia clase social.

Las primeras elecciones bajo la nueva ley electoral fueron legislativas, para renovar la mitad del Congreso de la Nación. La participación en las entonces catorce provincias del país y la Ciudad de Buenos Aires resultó en un número sin precedentes. Más del triple de participación que en las anteriores elecciones emitieron sufragio, con cerca de 700.000 votantes, dando una participación del 68.5%. Si bien la UCR abandonó el abstencionismo legislativo, no hizo así en las elecciones gubernatoriales, donde la falta de garantías era evidente. En las pocas provincias donde no realizó un boicot, como en La Rioja, la UCR fue ampliamente derrotada. Sin embargo, triunfó en perfilarse como el principal partido de la oposición, pues derrotó a la Unión Cívica Nacional (UCN), con la que había roto relaciones en 1890. El Partido Conservador obtuvo 14 diputados, mientras que la UCR 11 y la UCN 7.
Otra gran sorpresa de la jornada fue el Partido Socialista, que obtuvo 2 diputados y 1 senador. Hasta entonces, Alfredo Palacios era el único diputado del partido (el primer político socialista del continente americano en obtener un escaño en una legislatura), siendo electos en esta ocasión Alfredo Palacios y Juan B. Justo.
Como era de esperarse, el Partido Autonomista Nacional se derrumbó casi por completo, sufriendo escisiones masivas y formándose diversas ramas regionales. Lo poco que quedaba se reformó en el Partido Conservador, pero destaca también la Liga del Sur, de Lisandro de la Torre, cuyo sucesor, el Partido Demócrata Progresista, se convertiría en una fuerza política importante en las décadas de 1920 y 1930. El PAN perdió mayoría absoluta en la Cámara de Diputados, volviéndose muy dependiente de la Unión Nacional de Sáenz Peña, cuya principal fuerza estaba en el oeste del país. El PAN sobrevivió hasta la elección de Hipólito Yrigoyen como primer presidente democrático de la Nación Argentina, en 1916.
Las elecciones del Senado de la Nación Argentina se mantuvieron como responsabilidad de cada legislatura provincial, a pesar de las reformas electorales, en todos los distritos excepto la Ciudad de Buenos Aires. La elección senatorial de Buenos Aires provocó cierto malestar por la victoria del socialista Enrique del Valle Iberlucea sobre el radical Leopoldo Melo por 42.000 a 39.000. La UCR solo obtuvo un Senador, por la Provincia de Santa Fe, Martín Albarracín. En la Provincia de Buenos Aires triunfó el conservador Marcelino Ugarte, y dicho partido se impuso también en San Juan, Santiago del Estero, Tucumán. En Jujuy los dos senadores electos fueron cesados por Sáenz Peña en medio de acusaciones de fraude electoral, siendo reemplazados por los candidatos del Partido Republicano de Jujuy, Octavio Iturbe y Carlos Zabala, siendo esto otra victoria para la Liga del Sur, alianza a la que pertenecían también Zabala e Iturbe.

## Reglas electorales

### Sistema electoral
Los comicios se realizaron bajo el texto constitucional sancionado en 1853. Dicha carta magna establecía que la Cámara de Diputados de la Nación Argentina debía estar compuesta por representantes de cada uno de los distritos argentinos considerados "provincias", y la ciudad de Buenos Aires, en calidad de Capital Federal de la República. Por tal motivo, los territorios nacionales no gozaban de representación parlamentaria. Del mismo modo, los diputados se elegirían por mitades de manera escalonada cada dos años, con mandatos de cuatro años para cada diputado.
En ese momento existían trece provincias, lo que junto a la Capital Federal daba un total de catorce distritos electorales. El sistema electoral empleado era el de mayoría y minoría o lista incompleta, bajo el cual los dos partidos más votados obtenían toda la representación. También el sistema adoptó el Panachage el cual dio a los electores la posibilidad de tachar o adicionar candidatos en las listas. En algunas provincias, con tan solo dos diputados de representación, el escrutinio era en la práctica mayoritario, con las dos bancas correspondiendo al partido más votado. Estos distritos no renovaban de manera escalonada.

### Bancas a elegir
| Provincia           | Bancas totales | Bancas a elegir | Bancas a elegir | Bancas a elegir |
| Provincia           | Bancas totales | Totales         | Mayoría         | Minoría         |
| ------------------- | -------------- | --------------- | --------------- | --------------- |
| Buenos Aires        | 28             | 15              | 10              | 5               |
| Capital Federal     | 20             | 12              | 8               | 4               |
| Catamarca           | 3              | 1               | 1               | —               |
| Córdoba             | 11             | 8               | 6               | 2               |
| Corrientes          | 7              | 4               | 3               | 1               |
| Entre Ríos          | 9              | 3               | 2               | 1               |
| Jujuy               | 2              | 2               | 2               | —               |
| La Rioja            | 2              | 1               | 1               | —               |
| Mendoza             | 4              | 1               | 1               | —               |
| Salta               | 4              | 2               | 2               | —               |
| San Juan            | 3              | 2               | 2               | —               |
| San Luis            | 3              | 3               | 2               | 1               |
| Santa Fe            | 12             | 6               | 4               | 2               |
| Santiago del Estero | 5              | 3               | 2               | 1               |
| Tucumán             | 7              | 2               | 2               | —               |
| Total               | 120            | 65              | 48              | 17              |

## Resultados
|  | 17,49 % |

|  | 4,98 % |

|  | 4,27 % |

|  | 3,46 % |

|  | 2,62 % |

|  | 2,32 % |

|  | 2,13 % |

|  | 2,11 % |

|  | 1,26 % |

|  | 0,96 % |

|  | 41,58 % |

|  | 17,77 % |

|  | 12,13 % |

|  | 8,87 % |

|  | 5,42 % |

|  | 2,58 % |

|  | 2,51 % |

|  | 0,24 % |

|  | 8,90 % |

|  | 100 % |

|  | 92,05 % |

|  | 0,10 % |

|  | 0,00 % |

|  | 7,84 % |

|  | 100.00 % |

|  | 73,20 % |

## Resultados por provincia
| Provincia de Buenos Aires 15 Diputados       | Provincia de Buenos Aires 15 Diputados | Provincia de Buenos Aires 15 Diputados | Provincia de Buenos Aires 15 Diputados | Provincia de Buenos Aires 15 Diputados | Provincia de Buenos Aires 15 Diputados |
| Partido                                      | Partido                                | Candidato                              | Votos al candidato                     | Votos al partido                       | %                                      |
| -------------------------------------------- | -------------------------------------- | -------------------------------------- | -------------------------------------- | -------------------------------------- | -------------------------------------- |
|                                              | Partido Conservador                    | Juan J. Atencio                        | 75.010                                 | 75.010                                 | 58,50                                  |
| Atanasio Ceballos                            | Partido Conservador                    | 74.993                                 |                                        | 75.010                                 | 58,50                                  |
| Antonio Santamarina                          | Partido Conservador                    | 73.541                                 |                                        | 75.010                                 | 58,50                                  |
| Arturo H. Massa                              | Partido Conservador                    | 72.365                                 |                                        | 75.010                                 | 58,50                                  |
| Carlos Saavedra Lamas                        | Partido Conservador                    | 71.264                                 |                                        | 75.010                                 | 58,50                                  |
| Adrián César Escobar                         | Partido Conservador                    | 71.054                                 |                                        | 75.010                                 | 58,50                                  |
| Francisco José Oliver                        | Partido Conservador                    | 68.280                                 |                                        | 75.010                                 | 58,50                                  |
| Rómulo Naón                                  | Partido Conservador                    | 67.902                                 |                                        | 75.010                                 | 58,50                                  |
| Eduardo Acosta                               | Partido Conservador                    | 61.724                                 |                                        | 75.010                                 | 58,50                                  |
| José R. Semprún                              | Partido Conservador                    | 61.064                                 |                                        | 75.010                                 | 58,50                                  |
|                                              | Unión Cívica                           | Juan Carballido                        | 27.818                                 | 27.818                                 | 21,69                                  |
| Julio Sánchez Viamonte                       | Unión Cívica                           | 27.735                                 |                                        | 27.818                                 | 21,69                                  |
| Emilio Frers                                 | Unión Cívica                           | 27.423                                 |                                        | 27.818                                 | 21,69                                  |
| Pedro Bercetche                              | Unión Cívica                           | 26.735                                 |                                        | 27.818                                 | 21,69                                  |
| Avelino Rolón                                | Unión Cívica                           | 26.130                                 |                                        | 27.818                                 | 21,69                                  |
| Gerardo Palacios Hardy                       | Unión Cívica                           | 25.664                                 |                                        | 27.818                                 | 21,69                                  |
| Rafael Herrera Vegas                         | Unión Cívica                           | 24.953                                 |                                        | 27.818                                 | 21,69                                  |
| Juan Carlos Cruz                             | Unión Cívica                           | 24.480                                 |                                        | 27.818                                 | 21,69                                  |
| Enrique H. Bioy                              | Unión Cívica                           | 24.302                                 |                                        | 27.818                                 | 21,69                                  |
| Mariano R. Martínez                          | Unión Cívica                           | 24.100                                 |                                        | 27.818                                 | 21,69                                  |
|                                              | Unión Nacional                         | Rodolfo Moreno                         | 21.042                                 | 21.042                                 | 16,41                                  |
| Fernando Cordero                             | Unión Nacional                         | 20.615                                 |                                        | 21.042                                 | 16,41                                  |
| Domingo J. Negri                             | Unión Nacional                         | 20.067                                 |                                        | 21.042                                 | 16,41                                  |
| Manuel B. de Anchorena                       | Unión Nacional                         | 18.051                                 |                                        | 21.042                                 | 16,41                                  |
| Alfredo de Urquiza                           | Unión Nacional                         | 17.077                                 |                                        | 21.042                                 | 16,41                                  |
| Luis M. Doyhenard                            | Unión Nacional                         | 13.788                                 |                                        | 21.042                                 | 16,41                                  |
| Pedro Goenaga                                | Unión Nacional                         | 12.869                                 |                                        | 21.042                                 | 16,41                                  |
| Norberto P. Crotto                           | Unión Nacional                         | 11.855                                 |                                        | 21.042                                 | 16,41                                  |
| Francisco Aníbal Riú                         | Unión Nacional                         | 11.845                                 |                                        | 21.042                                 | 16,41                                  |
| José María Vega                              | Unión Nacional                         | 10.841                                 |                                        | 21.042                                 | 16,41                                  |
|                                              | Partido Socialista                     | Sin datos                              | Sin datos                              | 4.354                                  | 3,40                                   |
| Votos positivos                              | Votos positivos                        | Votos positivos                        | Votos positivos                        | 128.224                                | 83,48                                  |
| Diferencia de actas                          | Diferencia de actas                    | Diferencia de actas                    | Diferencia de actas                    | 25.378                                 | 16,52                                  |
| Total de votos                               | Total de votos                         | Total de votos                         | Total de votos                         | 153.602                                | 100                                    |
| Electores registrados/Participación          | Electores registrados/Participación    | Electores registrados/Participación    | Electores registrados/Participación    | 232.000                                | 66,21                                  |
| Capital Federal 12 Diputados                 |                                        |                                        |                                        |                                        |                                        |
| Partido                                      | Partido                                | Candidato                              | Votos al candidato                     | Votos al partido                       | %                                      |
|                                              | Unión Cívica Radical                   | Vicente Gallo                          | 35.721                                 | 35.721                                 | 19,20                                  |
| José Luis Cantilo                            | Unión Cívica Radical                   | 30.701                                 |                                        | 35.721                                 | 19,20                                  |
| Delfor del Valle                             | Unión Cívica Radical                   | 30.159                                 |                                        | 35.721                                 | 19,20                                  |
| Luis J. Rocca                                | Unión Cívica Radical                   | 30.034                                 |                                        | 35.721                                 | 19,20                                  |
| Fernando Saguier                             | Unión Cívica Radical                   | 29.983                                 |                                        | 35.721                                 | 19,20                                  |
| Marcelo T. de Alvear                         | Unión Cívica Radical                   | 29.256                                 |                                        | 35.721                                 | 19,20                                  |
| Ernesto H. Celesia                           | Unión Cívica Radical                   | 28.829                                 |                                        | 35.721                                 | 19,20                                  |
| Antonio Arraga                               | Unión Cívica Radical                   | 28.019                                 |                                        | 35.721                                 | 19,20                                  |
|                                              | Unión Cívica                           | Luis María Drago                       | 32.749                                 | 32.749                                 | 17,61                                  |
| Antonio F. Piñero                            | Unión Cívica                           | 17.550                                 |                                        | 32.749                                 | 17,61                                  |
| José Luis Murature                           | Unión Cívica                           | 15.758                                 |                                        | 32.749                                 | 17,61                                  |
| Santiago Gregorio O'Farrell                  | Unión Cívica                           | 14.128                                 |                                        | 32.749                                 | 17,61                                  |
| Honorio Pueyrredón                           | Unión Cívica                           | 13.914                                 |                                        | 32.749                                 | 17,61                                  |
| Orlando Williams                             | Unión Cívica                           | 13.306                                 |                                        | 32.749                                 | 17,61                                  |
| José E. Uriburu (h)                          | Unión Cívica                           | 13.246                                 |                                        | 32.749                                 | 17,61                                  |
| Octavio Sergio Pico                          | Unión Cívica                           | 13.217                                 |                                        | 32.749                                 | 17,61                                  |
|                                              | Partido Socialista                     | Alfredo Palacios                       | 32.512                                 | 32.512                                 | 17,48                                  |
| Juan B. Justo                                | Partido Socialista                     | 23.029                                 |                                        | 32.512                                 | 17,48                                  |
| Enrique del Valle Iberlucea                  | Partido Socialista                     | 17.477                                 |                                        | 32.512                                 | 17,48                                  |
| Mario Bravo                                  | Partido Socialista                     | 16.376                                 |                                        | 32.512                                 | 17,48                                  |
| Nicolás Repetto                              | Partido Socialista                     | 16.188                                 |                                        | 32.512                                 | 17,48                                  |
| Enrique Dickmann                             | Partido Socialista                     | 15.374                                 |                                        | 32.512                                 | 17,48                                  |
| Francisco Cúneo                              | Partido Socialista                     | 15.231                                 |                                        | 32.512                                 | 17,48                                  |
| Alejandro Mantecón                           | Partido Socialista                     | 14.564                                 |                                        | 32.512                                 | 17,48                                  |
|                                              | Unión Nacional                         | Estanislao Zeballos                    | 29.825                                 | 29.825                                 | 16,03                                  |
| Luis E. Zuberbühler                          | Unión Nacional                         | 20.477                                 |                                        | 29.825                                 | 16,03                                  |
| Pedro O. Luro                                | Unión Nacional                         | 17.796                                 |                                        | 29.825                                 | 16,03                                  |
| Eliseo Cantón                                | Unión Nacional                         | 16.947                                 |                                        | 29.825                                 | 16,03                                  |
| Carlos Meyer Pellegrini                      | Unión Nacional                         | 16.108                                 |                                        | 29.825                                 | 16,03                                  |
| Nicolás A. Calvo                             | Unión Nacional                         | 15.590                                 |                                        | 29.825                                 | 16,03                                  |
| Carlos Salas                                 | Unión Nacional                         | 14.713                                 |                                        | 29.825                                 | 16,03                                  |
| Horacio Calderón                             | Unión Nacional                         | 14.681                                 |                                        | 29.825                                 | 16,03                                  |
|                                              | Unión Comunal                          | Manuel Carlés                          | 17.102                                 | 17.102                                 | 9,19                                   |
| Eduardo Huergo                               | Unión Comunal                          | 13.517                                 |                                        | 17.102                                 | 9,19                                   |
| José Guerrico                                | Unión Comunal                          | 8.563                                  |                                        | 17.102                                 | 9,19                                   |
| Hilarión Larguía                             | Unión Comunal                          | 8.492                                  |                                        | 17.102                                 | 9,19                                   |
| José M. Rosa (h)                             | Unión Comunal                          | 7.547                                  |                                        | 17.102                                 | 9,19                                   |
| Sylla Monsegur                               | Unión Comunal                          | 7.223                                  |                                        | 17.102                                 | 9,19                                   |
| Santiago J. Duhalde                          | Unión Comunal                          | 7.145                                  |                                        | 17.102                                 | 9,19                                   |
| Enrique Palacio                              | Unión Comunal                          | 6.963                                  |                                        | 17.102                                 | 9,19                                   |
|                                              | Otros                                  | Mariano de Vedia y Mitre               | 8.455                                  | 8.455                                  | 4,55                                   |
|                                              | Otros                                  | Belisario Roldán                       | 5.615                                  | 5.615                                  | 3,02                                   |
|                                              | Otros                                  | César Viale                            | 4.060                                  | 4.060                                  | 2,18                                   |
|                                              | Defensa Rural                          | Bernardino Bilbao                      | 1.643                                  | 1.643                                  | 0,88                                   |
| Eufemio Uballes                              | Defensa Rural                          | 1.431                                  |                                        | 1.643                                  | 0,88                                   |
| Guillermo Villanueva                         | Defensa Rural                          | 1.365                                  |                                        | 1.643                                  | 0,88                                   |
| Faustino Alsina                              | Defensa Rural                          | 528                                    |                                        | 1.643                                  | 0,88                                   |
| Augusto Elías                                | Defensa Rural                          | 418                                    |                                        | 1.643                                  | 0,88                                   |
|                                              | Otros                                  | Gregorio de Laferrère                  | 1.621                                  | 1.621                                  | 0,87                                   |
|                                              | Otros                                  | Carlos F. Melo                         | 1.170                                  | 1.170                                  | 0,63                                   |
|                                              | Otros                                  | Osvaldo Saavedra                       | 558                                    | 558                                    | 0,30                                   |
|                                              | Otros                                  | Adolfo Saldías                         | 550                                    | 550                                    | 0,30                                   |
|                                              | Otros                                  | Domingo A. Báez                        | 486                                    | 486                                    | 0,26                                   |
|                                              | Otros                                  | E. Oliveros Escola                     | 413                                    | 413                                    | 0,22                                   |
|                                              | Otros                                  | Ángel Menchaca                         | 358                                    | 358                                    | 0,19                                   |
|                                              | Otros                                  | Herminio Juan Quirós                   | 300                                    | 300                                    | 0,16                                   |
|                                              | Otros                                  | Enrique B. Prack                       | 200                                    | 200                                    | 0,11                                   |
|                                              | Otros                                  | Ricardo Rojas                          | 104                                    | 104                                    | 0,06                                   |
|                                              | Otros                                  | 897 candidatos                         | 12.563                                 | 12.563                                 | 6,75                                   |
| Votos positivos                              | Votos positivos                        | Votos positivos                        | Votos positivos                        | 186.005                                | 100                                    |
| Total de votos                               | Total de votos                         | Total de votos                         | Total de votos                         | 106.157                                | 100                                    |
| Electores registrados/Participación          | Electores registrados/Participación    | Electores registrados/Participación    | Electores registrados/Participación    | 126.303                                | 84,05                                  |
| Provincia de Catamarca 1 Diputado            |                                        |                                        |                                        |                                        |                                        |
| Partido                                      | Partido                                | Candidato                              | Candidato                              | Votos                                  | %                                      |
|                                              | Partido Oficial                        | Rafael Castillo                        | Rafael Castillo                        | 12.017                                 | 97,99                                  |
|                                              | Otros                                  | Guillermo Correa                       | Guillermo Correa                       | 45                                     | 0,37                                   |
|                                              | Otros                                  | Froilán F. Chaves                      | Froilán F. Chaves                      | 42                                     | 0,34                                   |
|                                              | Otros                                  | Miguel Zurita                          | Miguel Zurita                          | 37                                     | 0,30                                   |
|                                              | Otros                                  | Ysmael Molina                          | Ysmael Molina                          | 30                                     | 0,24                                   |
|                                              | Otros                                  | Martín T. Sosa                         | Martín T. Sosa                         | 13                                     | 0,11                                   |
|                                              | Otros                                  | Joaquín Acuña                          | Joaquín Acuña                          | 10                                     | 0,08                                   |
|                                              | Otros                                  | Ángel V. Maza                          | Ángel V. Maza                          | 7                                      | 0,06                                   |
|                                              | Otros                                  | Misael H. Herrera                      | Misael H. Herrera                      | 5                                      | 0,04                                   |
|                                              | Otros                                  | Javier Castro                          | Javier Castro                          | 5                                      | 0,04                                   |
|                                              | Otros                                  | Enrique Ocampo                         | Enrique Ocampo                         | 5                                      | 0,04                                   |
|                                              | Otros                                  | Julio Porta                            | Julio Porta                            | 4                                      | 0,03                                   |
|                                              | Otros                                  | Guillermo Leguizamón                   | Guillermo Leguizamón                   | 4                                      | 0,03                                   |
|                                              | Otros                                  | Dr. Correa                             | Dr. Correa                             | 4                                      | 0,03                                   |
|                                              | Otros                                  | Rafael Robin Escalante                 | Rafael Robin Escalante                 | 3                                      | 0,02                                   |
|                                              | Otros                                  | Dr. Ahumada                            | Dr. Ahumada                            | 2                                      | 0,02                                   |
|                                              | Otros                                  | Mamerto Agüero                         | Mamerto Agüero                         | 2                                      | 0,02                                   |
|                                              | Otros                                  | Agustín Madueño                        | Agustín Madueño                        | 2                                      | 0,02                                   |
|                                              | Otros                                  | Segundo Andrada                        | Segundo Andrada                        | 2                                      | 0,02                                   |
|                                              | Otros                                  | Antonio C. Terán                       | Antonio C. Terán                       | 2                                      | 0,02                                   |
|                                              | Otros                                  | Guillermo Rugo                         | Guillermo Rugo                         | 2                                      | 0,02                                   |
|                                              | Otros                                  | 21 candidatos con un voto cada uno     | 21 candidatos con un voto cada uno     | 21                                     | 0,17                                   |
| Votos positivos                              | Votos positivos                        | Votos positivos                        | Votos positivos                        | 12.264                                 | 98,63                                  |
| Votos en blanco                              | Votos en blanco                        | Votos en blanco                        | Votos en blanco                        | 170                                    | 1,37                                   |
| Total de votos                               | Total de votos                         | Total de votos                         | Total de votos                         | 12.434                                 | 100                                    |
| Electores registrados/Participación          | Electores registrados/Participación    | Electores registrados/Participación    | Electores registrados/Participación    | 18.332                                 | 67,83                                  |
| Provincia de Córdoba 8 Diputados             |                                        |                                        |                                        |                                        |                                        |
| Partido                                      | Partido                                | Candidato                              | Votos al candidato                     | Votos al partido                       | %                                      |
|                                              | Partido Constitucional                 | Jerónimo Del Barco                     | 23.582                                 | 23.582                                 | 43,57                                  |
| Juan F. Cafferata                            | Partido Constitucional                 | 23.515                                 |                                        | 23.582                                 | 43,57                                  |
| Guillermo Rothe                              | Partido Constitucional                 | 22.277                                 |                                        | 23.582                                 | 43,57                                  |
| Eloy de Igarzábal                            | Partido Constitucional                 | 22.153                                 |                                        | 23.582                                 | 43,57                                  |
| José Miguel Olmedo                           | Partido Constitucional                 | 18.548                                 |                                        | 23.582                                 | 43,57                                  |
| Manuel Segundo Ordóñez                       | Partido Constitucional                 | 18.397                                 |                                        | 23.582                                 | 43,57                                  |
|                                              | Unión Cívica Radical                   | Pedro C. Molina                        | 15.690                                 | 15.690                                 | 28,99                                  |
| Abraham Molina                               | Unión Cívica Radical                   | 12.394                                 |                                        | 15.690                                 | 28,99                                  |
| Wenceslao Carranza                           | Unión Cívica Radical                   | 12.237                                 |                                        | 15.690                                 | 28,99                                  |
| Elpidio González                             | Unión Cívica Radical                   | 12.005                                 |                                        | 15.690                                 | 28,99                                  |
| José M. Zalazar                              | Unión Cívica Radical                   | 11.560                                 |                                        | 15.690                                 | 28,99                                  |
| Ramón Moreno                                 | Unión Cívica Radical                   | 11.550                                 |                                        | 15.690                                 | 28,99                                  |
|                                              | Unión Nacional                         | Arturo Mateo Bas                       | 14.850                                 | 14.850                                 | 27,44                                  |
| Pedro Funes Lastra                           | Unión Nacional                         | 14.616                                 |                                        | 14.850                                 | 27,44                                  |
| Manuel E. Ríos                               | Unión Nacional                         | 14.506                                 |                                        | 14.850                                 | 27,44                                  |
| J. Vaca Narvaja                              | Unión Nacional                         | 12.449                                 |                                        | 14.850                                 | 27,44                                  |
| Julián Maidana                               | Unión Nacional                         | 11.796                                 |                                        | 14.850                                 | 27,44                                  |
| Juan Cornejo                                 | Unión Nacional                         | 11.457                                 |                                        | 14.850                                 | 27,44                                  |
| Votos positivos                              | Votos positivos                        | Votos positivos                        | Votos positivos                        | 54.122                                 | 94,70                                  |
| Diferencia de actas                          | Diferencia de actas                    | Diferencia de actas                    | Diferencia de actas                    | 3.026                                  | 5,30                                   |
| Total de votos                               | Total de votos                         | Total de votos                         | Total de votos                         | 57.148                                 | 100                                    |
| Electores registrados/Participación          | Electores registrados/Participación    | Electores registrados/Participación    | Electores registrados/Participación    | 99.929                                 | 57,19                                  |
| Provincia de Corrientes 4 Diputados          |                                        |                                        |                                        |                                        |                                        |
| Partido                                      | Partido                                | Candidato                              | Votos al candidato                     | Votos al partido                       | %                                      |
|                                              | Partido Liberal de Corrientes          | Manuel Mora y Araujo                   | 14.515                                 | 14.515                                 | 35,97                                  |
| José Rafael Gómez                            | Partido Liberal de Corrientes          | 12.871                                 |                                        | 14.515                                 | 35,97                                  |
|                                              | Partido Autonomista de Corrientes      | Eugenio E. Breard                      | 14.367                                 | 14.367                                 | 35,60                                  |
| Ramón A. Beltrán                             | Partido Autonomista de Corrientes      | 12.921                                 |                                        | 14.367                                 | 35,60                                  |
|                                              | Otros                                  | Ernesto E. Ezquer                      | 8.773                                  | 8.773                                  | 21,74                                  |
| Pedro Numa Soto                              | Otros                                  | 8.770                                  |                                        | 8.773                                  | 21,74                                  |
| Pedro Sánchez                                | Otros                                  | 8.742                                  |                                        | 8.773                                  | 21,74                                  |
|                                              | Unión Cívica Radical                   | Ángel Blanco                           | 2.702                                  | 2.702                                  | 6,70                                   |
| Luis Barbará                                 | Unión Cívica Radical                   | 2.681                                  |                                        | 2.702                                  | 6,70                                   |
| Pedro Madariaga                              | Unión Cívica Radical                   | 2.638                                  |                                        | 2.702                                  | 6,70                                   |
| Total de votos                               | Total de votos                         | Total de votos                         | Total de votos                         | 40.357                                 | 100                                    |
| Electores registrados/Participación          | Electores registrados/Participación    | Electores registrados/Participación    | Electores registrados/Participación    | 53.485                                 | 75,45                                  |
| Provincia de Entre Ríos 3 Diputados          |                                        |                                        |                                        |                                        |                                        |
| Partido                                      | Partido                                | Candidato                              | Votos al candidato                     | Votos al partido                       | %                                      |
|                                              | Partido Conservador                    | Alejandro Carbó                        | 24.058                                 | 24.058                                 | 53,01                                  |
| Eduardo G. Sobral                            | Partido Conservador                    | 22.775                                 |                                        | 24.058                                 | 53,01                                  |
|                                              | Unión Cívica Radical                   | Miguel Laurencena                      | 21.326                                 | 21.326                                 | 46,99                                  |
| Sin datos                                    | Unión Cívica Radical                   |                                        |                                        | 21.326                                 | 46,99                                  |
| Total de votos                               | Total de votos                         | Total de votos                         | Total de votos                         | 45.384                                 | 100                                    |
| Electores registrados/Participación          | Electores registrados/Participación    | Electores registrados/Participación    | Electores registrados/Participación    | 63.184                                 | 71,83                                  |
| Provincia de Jujuy 2 Diputados               |                                        |                                        |                                        |                                        |                                        |
| Partido                                      | Partido                                | Candidato                              | Votos al candidato                     | Votos al partido                       | %                                      |
|                                              | Partido Oficial                        | Daniel González Pérez                  | 4.841                                  | 4.841                                  | 64,56                                  |
| Pedro José Pérez                             | Partido Oficial                        | 4.841                                  |                                        | 4.841                                  | 64,56                                  |
|                                              | Unión Cívica Radical                   | Teófilo Sánchez de Bustamante (h)      | 2.657                                  | 2.657                                  | 35,44                                  |
| José Santos Salinas                          | Unión Cívica Radical                   | 2.650                                  |                                        | 2.657                                  | 35,44                                  |
| Votos positivos                              | Votos positivos                        | Votos positivos                        | Votos positivos                        | 7.498                                  | 88,63                                  |
| Diferencia de actas                          | Diferencia de actas                    | Diferencia de actas                    | Diferencia de actas                    | 962                                    | 11,37                                  |
| Total de votos                               | Total de votos                         | Total de votos                         | Total de votos                         | 8.460                                  | 100                                    |
| Electores registrados/Participación          | Electores registrados/Participación    | Electores registrados/Participación    | Electores registrados/Participación    | 12.380                                 | 68,34                                  |
| Provincia de La Rioja 1 Diputado             |                                        |                                        |                                        |                                        |                                        |
| Partido                                      | Partido                                | Candidato                              | Candidato                              | Votos                                  | %                                      |
|                                              | Unión Nacional                         | José María Jaramillo                   | José María Jaramillo                   | 4.120                                  | 52,52                                  |
|                                              | Unión Cívica Radical                   | Pelagio Luna                           | Pelagio Luna                           | 3.724                                  | 47,48                                  |
| Votos positivos                              | Votos positivos                        | Votos positivos                        | Votos positivos                        | 7.844                                  | 67,64                                  |
| Diferencia de actas                          | Diferencia de actas                    | Diferencia de actas                    | Diferencia de actas                    | 3.752                                  | 32,36                                  |
| Total de votos                               | Total de votos                         | Total de votos                         | Total de votos                         | 11.596                                 | 100                                    |
| Electores registrados/Participación          | Electores registrados/Participación    | Electores registrados/Participación    | Electores registrados/Participación    | 15.916                                 | 72,86                                  |
| Provincia de Mendoza 1 Diputado              |                                        |                                        |                                        |                                        |                                        |
| Partido                                      | Partido                                | Candidato                              | Candidato                              | Votos                                  | %                                      |
|                                              | Partido Popular                        | Pedro Benegas                          | Pedro Benegas                          | 15.833                                 | 65,55                                  |
|                                              | Partido Oficial                        | Estanislao D. Gaviola                  | Estanislao D. Gaviola                  | 8.247                                  | 34,14                                  |
|                                              | Otros                                  | 27 candidatos                          | 27 candidatos                          | 74                                     | 0,31                                   |
| Votos positivos                              | Votos positivos                        | Votos positivos                        | Votos positivos                        | 24.154                                 | 98,72                                  |
| Votos en blanco                              | Votos en blanco                        | Votos en blanco                        | Votos en blanco                        | 313                                    | 1,28                                   |
| Total de votos                               | Total de votos                         | Total de votos                         | Total de votos                         | 24.467                                 | 100                                    |
| Electores registrados/Participación          | Electores registrados/Participación    | Electores registrados/Participación    | Electores registrados/Participación    | 38.500                                 | 63,55                                  |
| Provincia de Salta 2 Diputados               |                                        |                                        |                                        |                                        |                                        |
| Partido                                      | Partido                                | Candidato                              | Votos al candidato                     | Votos al partido                       | %                                      |
|                                              | Partido Conservador                    | Delfín G. Leguizamón                   | 12.404                                 | 12.404                                 | 63,72                                  |
| Luis Linares                                 | Partido Conservador                    | 12.164                                 |                                        | 12.404                                 | 63,72                                  |
|                                              | Unión Cívica Radical                   | Joaquín Castellanos                    | 2.695                                  | 2.695                                  | 13,84                                  |
|                                              | Otros                                  | José Saravia                           | 1.568                                  | 1.568                                  | 8,06                                   |
|                                              | Otros                                  | Agustín Usandivaras                    | 1.347                                  | 1.347                                  | 6,92                                   |
|                                              | Otros                                  | Aniceto Latorre                        | 291                                    | 291                                    | 1,49                                   |
|                                              | Otros                                  | David Saravia Castro                   | 200                                    | 200                                    | 1,03                                   |
|                                              | Otros                                  | Miguel S. Ortiz                        | 197                                    | 197                                    | 1,01                                   |
|                                              | Otros                                  | Robustiano Patrón Costas               | 156                                    | 156                                    | 0,80                                   |
|                                              | Otros                                  | José E. Alderete                       | 117                                    | 117                                    | 0,60                                   |
|                                              | Otros                                  | Daniel M. Saravia                      | 106                                    | 106                                    | 0,54                                   |
|                                              | Otros                                  | Néstor Patrón Costas                   | 78                                     | 78                                     | 0,40                                   |
|                                              | Otros                                  | Miguel Fleming                         | 69                                     | 69                                     | 0,35                                   |
|                                              | Otros                                  | Manuel Anzoategui                      | 22                                     | 22                                     | 0,11                                   |
|                                              | Otros                                  | Francisco Uriburu                      | 20                                     | 20                                     | 0,10                                   |
|                                              | Otros                                  | Gregorio Romero                        | 17                                     | 17                                     | 0,09                                   |
|                                              | Otros                                  | Carlos Serrey                          | 12                                     | 12                                     | 0,06                                   |
|                                              | Otros                                  | Julio Cornejo                          | 12                                     | 12                                     | 0,06                                   |
|                                              | Otros                                  | Belisario Baron                        | 10                                     | 10                                     | 0,05                                   |
|                                              | Otros                                  | Julio C. Torino                        | 9                                      | 9                                      | 0,05                                   |
|                                              | Otros                                  | Moisés J. Oliva                        | 9                                      | 9                                      | 0,05                                   |
|                                              | Otros                                  | Luis López                             | 8                                      | 8                                      | 0,04                                   |
|                                              | Otros                                  | Fernando López                         | 8                                      | 8                                      | 0,04                                   |
|                                              | Otros                                  | Juan J. Castellanos                    | 7                                      | 7                                      | 0,04                                   |
|                                              | Otros                                  | Casiano Hoyos                          | 7                                      | 7                                      | 0,04                                   |
|                                              | Otros                                  | Damián Torino                          | 6                                      | 6                                      | 0,03                                   |
|                                              | Otros                                  | Bernardo Castellanos                   | 6                                      | 6                                      | 0,03                                   |
|                                              | Otros                                  | José Baldomero Aybar                   | 6                                      | 6                                      | 0,03                                   |
|                                              | Otros                                  | Darío Arias                            | 5                                      | 5                                      | 0,03                                   |
|                                              | Otros                                  | Julio Sueldo                           | 4                                      | 4                                      | 0,02                                   |
|                                              | Otros                                  | Flavio García                          | 3                                      | 3                                      | 0,02                                   |
|                                              | Otros                                  | Pío A. Saravia                         | 3                                      | 3                                      | 0,02                                   |
|                                              | Otros                                  | Marcos Alsina                          | 3                                      | 3                                      | 0,02                                   |
|                                              | Otros                                  | Aníbal Figueroa                        | 3                                      | 3                                      | 0,02                                   |
|                                              | Otros                                  | Pablo Saravia                          | 3                                      | 3                                      | 0,02                                   |
|                                              | Otros                                  | Domingo Güemes                         | 2                                      | 2                                      | 0,01                                   |
|                                              | Otros                                  | Bernardo Frías                         | 2                                      | 2                                      | 0,01                                   |
|                                              | Otros                                  | Matías Linares Obispo                  | 2                                      | 2                                      | 0,01                                   |
|                                              | Otros                                  | Mariano Peralta                        | 2                                      | 2                                      | 0,01                                   |
|                                              | Otros                                  | Carlos Costas                          | 2                                      | 2                                      | 0,01                                   |
|                                              | Otros                                  | Julio J. Ovejero                       | 2                                      | 2                                      | 0,01                                   |
|                                              | Otros                                  | Escalántico Concha Arredondo           | 2                                      | 2                                      | 0,01                                   |
|                                              | Otros                                  | 41 candidatos con un voto cada uno     | 41                                     | 41                                     | 0,21                                   |
| Total de votos                               | Total de votos                         | Total de votos                         | Total de votos                         | 19.466                                 | 100                                    |
| Electores registrados/Participación          | Electores registrados/Participación    | Electores registrados/Participación    | Electores registrados/Participación    | 26.627                                 | 73,11                                  |
| Provincia de San Juan 2 Diputados            |                                        |                                        |                                        |                                        |                                        |
| Partido                                      | Partido                                | Candidato                              | Votos al candidato                     | Votos al partido                       | %                                      |
|                                              | Partido Oficial                        | Augusto Etchegaray                     | 8.853                                  | 8.853                                  | 50,49                                  |
| Estanislao Albarracín                        | Partido Oficial                        | 8.759                                  |                                        | 8.853                                  | 50,49                                  |
|                                              | Concentración Cívica                   | Pedro A. Garro                         | 8.593                                  | 8.593                                  | 49,01                                  |
| Luis R. Brandan                              | Concentración Cívica                   | 8.506                                  |                                        | 8.593                                  | 49,01                                  |
|                                              | Otros                                  | Pedro Segundo Elizondo                 | 15                                     | 15                                     | 0,09                                   |
|                                              | Otros                                  | Aquiles R. Castro                      | 14                                     | 14                                     | 0,08                                   |
|                                              | Otros                                  | Juan B. Justo                          | 10                                     | 10                                     | 0,06                                   |
|                                              | Otros                                  | Alfredo Palacios                       | 10                                     | 10                                     | 0,06                                   |
|                                              | Otros                                  | Napoleón Roselot                       | 4                                      | 4                                      | 0,02                                   |
|                                              | Otros                                  | Ciro Correa Yrurzun                    | 4                                      | 4                                      | 0,02                                   |
|                                              | Otros                                  | César Aguilar                          | 3                                      | 3                                      | 0,02                                   |
|                                              | Otros                                  | Zorobabel Sánchez                      | 2                                      | 2                                      | 0,01                                   |
|                                              | Otros                                  | Juan P. Tierney                        | 2                                      | 2                                      | 0,01                                   |
|                                              | Otros                                  | Ventura Lloveras                       | 2                                      | 2                                      | 0,01                                   |
|                                              | Otros                                  | Manuel Luirga                          | 2                                      | 2                                      | 0,01                                   |
|                                              | Otros                                  | Conrado Carrizo                        | 1                                      | 1                                      | 0,01                                   |
|                                              | Otros                                  | Diego P. Joung                         | 1                                      | 1                                      | 0,01                                   |
|                                              | Otros                                  | Raúl Barriga                           | 1                                      | 1                                      | 0,01                                   |
|                                              | Otros                                  | Manuel Gallastegui                     | 1                                      | 1                                      | 0,01                                   |
|                                              | Otros                                  | Manuel Piñero                          | 1                                      | 1                                      | 0,01                                   |
|                                              | Otros                                  | Ignacio Navarro                        | 1                                      | 1                                      | 0,01                                   |
|                                              | Otros                                  | Alfredo M. Tello                       | 1                                      | 1                                      | 0,01                                   |
|                                              | Otros                                  | Pedro Manrique                         | 1                                      | 1                                      | 0,01                                   |
|                                              | Otros                                  | Alberto Vita                           | 1                                      | 1                                      | 0,01                                   |
|                                              | Otros                                  | Hilarión Balaguer                      | 1                                      | 1                                      | 0,01                                   |
|                                              | Otros                                  | Alberto Morandi                        | 1                                      | 1                                      | 0,01                                   |
|                                              | Otros                                  | Antonio Maradona                       | 1                                      | 1                                      | 0,01                                   |
|                                              | Otros                                  | Jacinto Landa                          | 1                                      | 1                                      | 0,01                                   |
|                                              | Otros                                  | Pedro Godoy                            | 1                                      | 1                                      | 0,01                                   |
|                                              | Otros                                  | Marcos A. Vidal                        | 1                                      | 1                                      | 0,01                                   |
|                                              | Otros                                  | Eudoro A. Castro                       | 1                                      | 1                                      | 0,01                                   |
|                                              | Otros                                  | Jacinto M. Sánchez                     | 1                                      | 1                                      | 0,01                                   |
|                                              | Otros                                  | José Videla                            | 1                                      | 1                                      | 0,01                                   |
|                                              | Otros                                  | Carmen Godoy                           | 1                                      | 1                                      | 0,01                                   |
|                                              | Otros                                  | Juan Albarracín                        | 1                                      | 1                                      | 0,01                                   |
| Votos positivos                              | Votos positivos                        | Votos positivos                        | Votos positivos                        | 17.534                                 | 98,81                                  |
| Votos en blanco                              | Votos en blanco                        | Votos en blanco                        | Votos en blanco                        | 194                                    | 1,09                                   |
| Votos impugnados                             | Votos impugnados                       | Votos impugnados                       | Votos impugnados                       | 18                                     | 0,10                                   |
| Total de votos                               | Total de votos                         | Total de votos                         | Total de votos                         | 17.746                                 | 100                                    |
| Electores registrados/Participación          | Electores registrados/Participación    | Electores registrados/Participación    | Electores registrados/Participación    | 21.111                                 | 84,06                                  |
| Provincia de San Luis 3 Diputados            |                                        |                                        |                                        |                                        |                                        |
| Partido                                      | Partido                                | Candidato                              | Votos al candidato                     | Votos al partido                       | %                                      |
|                                              | Partido Conservador                    | Alberto Arancibia Rodríguez            | 7.867                                  | 7.867                                  | 49,01                                  |
| Lindor Funes                                 | Partido Conservador                    | 7.601                                  |                                        | 7.867                                  | 49,01                                  |
|                                              | Unión Nacional                         | Nicolás Origone                        | 3.432                                  | 3.432                                  | 21,38                                  |
| Miguel B. Pastor                             | Unión Nacional                         | 3.258                                  |                                        | 3.432                                  | 21,38                                  |
|                                              | Otros                                  | Nicolás Jofré                          | 1.568                                  | 1.568                                  | 9,77                                   |
|                                              | Otros                                  | Benigno Rodríguez Jurado               | 1.469                                  | 1.469                                  | 9,15                                   |
|                                              | Otros                                  | Víctor Lucero                          | 1.380                                  | 1.380                                  | 8,60                                   |
|                                              | Otros                                  | Ignacio Aguirre                        | 329                                    | 329                                    | 2,05                                   |
|                                              | Otros                                  | Mamerto Rodríguez                      | 4                                      | 4                                      | 0,02                                   |
|                                              | Otros                                  | Francisco A. Adaro                     | 1                                      | 1                                      | 0,01                                   |
|                                              | Otros                                  | Felipe Velázquez                       | 1                                      | 1                                      | 0,01                                   |
|                                              | Otros                                  | José Huillier                          | 1                                      | 1                                      | 0,01                                   |
|                                              | Otros                                  | L. Guillet                             | 1                                      | 1                                      | 0,01                                   |
| Votos positivos                              | Votos positivos                        | Votos positivos                        | Votos positivos                        | 16.053                                 | 97,63                                  |
| Diferencia de actas                          | Diferencia de actas                    | Diferencia de actas                    | Diferencia de actas                    | 389                                    | 2,37                                   |
| Total de votos                               | Total de votos                         | Total de votos                         | Total de votos                         | 16.442                                 | 100                                    |
| Electores registrados/Participación          | Electores registrados/Participación    | Electores registrados/Participación    | Electores registrados/Participación    | 22.787                                 | 72,16                                  |
| Provincia de Santa Fe 6 Diputados            |                                        |                                        |                                        |                                        |                                        |
| Partido                                      | Partido                                | Candidato                              | Votos al candidato                     | Votos al partido                       | %                                      |
|                                              | Unión Cívica Radical                   | Rogelio Araya                          | 36.747                                 | 36.747                                 | 46,90                                  |
| José Benjamín Ábalos                         | Unión Cívica Radical                   | 36.513                                 |                                        | 36.747                                 | 46,90                                  |
| Miguel S. Coronado                           | Unión Cívica Radical                   | 36.147                                 |                                        | 36.747                                 | 46,90                                  |
| Francisco G. Valdez                          | Unión Cívica Radical                   | 35.855                                 |                                        | 36.747                                 | 46,90                                  |
|                                              | Partido de la Coalición                | Víctor R. Pesenti                      | 17.856                                 | 17.856                                 | 22,79                                  |
| Gregorio García Vieyra                       | Partido de la Coalición                | 16.857                                 |                                        | 17.856                                 | 22,79                                  |
| Hernán Saavedra Lamas                        | Partido de la Coalición                | 16.365                                 |                                        | 17.856                                 | 22,79                                  |
| Domingo Regules                              | Partido de la Coalición                | 15.643                                 |                                        | 17.856                                 | 22,79                                  |
|                                              | Liga del Sur                           | Lisandro de la Torre                   | 17.630                                 | 17.630                                 | 22,50                                  |
| Cornelio Casablanca                          | Liga del Sur                           | 17.138                                 |                                        | 17.630                                 | 22,50                                  |
| Fermín Lejarza                               | Liga del Sur                           | 16.522                                 |                                        | 17.630                                 | 22,50                                  |
| Ovidio A. Lagos                              | Liga del Sur                           | 16.488                                 |                                        | 17.630                                 | 22,50                                  |
|                                              | Otros                                  | Néstor N. Fernández                    | 2.730                                  | 2.730                                  | 3,48                                   |
|                                              | Otros                                  | Juan Carlos Crouzeilles                | 869                                    | 869                                    | 1,11                                   |
|                                              | Otros                                  | Laureano Araya                         | 549                                    | 549                                    | 0,70                                   |
|                                              | Otros                                  | Julio Busaniche                        | 530                                    | 530                                    | 0,68                                   |
|                                              | Otros                                  | Julián Paz                             | 283                                    | 283                                    | 0,36                                   |
|                                              | Partido Socialista                     | José M. Lemos                          | 154                                    | 154                                    | 0,20                                   |
| Agustín Reynés                               | Partido Socialista                     | 146                                    |                                        | 154                                    | 0,20                                   |
| Alberto Maya                                 | Partido Socialista                     | 145                                    |                                        | 154                                    | 0,20                                   |
| Luis Stegagnini                              | Partido Socialista                     | 140                                    |                                        | 154                                    | 0,20                                   |
|                                              | Otros                                  | Antonio Cafferatta                     | 138                                    | 138                                    | 0,18                                   |
|                                              | Otros                                  | Estanislao López                       | 79                                     | 79                                     | 0,10                                   |
|                                              | Otros                                  | Néstor de Iriondo                      | 72                                     | 72                                     | 0,09                                   |
|                                              | Otros                                  | Alfredo J. Rouillon                    | 72                                     | 72                                     | 0,09                                   |
|                                              | Otros                                  | Agustín Repeto                         | 66                                     | 66                                     | 0,08                                   |
|                                              | Otros                                  | Héctor Solari                          | 39                                     | 39                                     | 0,05                                   |
|                                              | Otros                                  | Federico Valdez                        | 34                                     | 34                                     | 0,04                                   |
|                                              | Otros                                  | Ricardo Aldao                          | 32                                     | 32                                     | 0,04                                   |
|                                              | Otros                                  | Marcial R. Candioti                    | 27                                     | 27                                     | 0,03                                   |
|                                              | Otros                                  | Guillermo Lugasti                      | 27                                     | 27                                     | 0,03                                   |
|                                              | Otros                                  | Alberto J. Paz                         | 25                                     | 25                                     | 0,03                                   |
|                                              | Otros                                  | Ciro Echesortu (h)                     | 23                                     | 23                                     | 0,03                                   |
|                                              | Otros                                  | Eliseo M. Videla                       | 15                                     | 15                                     | 0,02                                   |
|                                              | Otros                                  | Héctor Thedy                           | 13                                     | 13                                     | 0,02                                   |
|                                              | Otros                                  | José A. Gómez                          | 12                                     | 12                                     | 0,02                                   |
|                                              | Otros                                  | Julio A. Vélez                         | 10                                     | 10                                     | 0,01                                   |
|                                              | Otros                                  | Juan M. Cafferatta                     | 9                                      | 9                                      | 0,01                                   |
|                                              | Otros                                  | Miguel Parpal                          | 7                                      | 7                                      | 0,01                                   |
|                                              | Otros                                  | Federico Molina                        | 6                                      | 6                                      | 0,01                                   |
|                                              | Otros                                  | Pablo Richieri                         | 6                                      | 6                                      | 0,01                                   |
|                                              | Otros                                  | Martín R. Galisteo                     | 6                                      | 6                                      | 0,01                                   |
|                                              | Otros                                  | Manuel Echagüe                         | 6                                      | 6                                      | 0,01                                   |
|                                              | Otros                                  | Norberto A. Gallino                    | 5                                      | 5                                      | 0,01                                   |
|                                              | Otros                                  | Adolfo Benavídez                       | 5                                      | 5                                      | 0,01                                   |
|                                              | Otros                                  | Avelino Ferreyra                       | 5                                      | 5                                      | 0,01                                   |
|                                              | Otros                                  | A. Traverssi                           | 5                                      | 5                                      | 0,01                                   |
|                                              | Otros                                  | Gustavo A. Cejas                       | 4                                      | 4                                      | 0,01                                   |
|                                              | Otros                                  | Francisco E. Correa                    | 4                                      | 4                                      | 0,01                                   |
|                                              | Otros                                  | Jorge Söhle                            | 4                                      | 4                                      | 0,01                                   |
|                                              | Otros                                  | Agustín Landó                          | 4                                      | 4                                      | 0,01                                   |
|                                              | Otros                                  | Gerardo Zito                           | 4                                      | 4                                      | 0,01                                   |
|                                              | Otros                                  | Salvador J. Salva                      | 4                                      | 4                                      | 0,01                                   |
|                                              | Otros                                  | Atanasio Páez                          | 4                                      | 4                                      | 0,01                                   |
|                                              | Otros                                  | E. Paganini                            | 4                                      | 4                                      | 0,01                                   |
|                                              | Otros                                  | 23 candidatos con tres votos cada uno  | 69                                     | 69                                     | 0,09                                   |
|                                              | Otros                                  | 28 candidatos con dos votos cada uno   | 56                                     | 56                                     | 0,07                                   |
|                                              | Otros                                  | 96 candidatos con un voto cada uno     | 96                                     | 96                                     | 0,12                                   |
| Total de votos                               | Total de votos                         | Total de votos                         | Total de votos                         | 78.345                                 | 100                                    |
| Electores registrados/Participación          | Electores registrados/Participación    | Electores registrados/Participación    | Electores registrados/Participación    | 98.371                                 | 79,64                                  |
| Provincia de Santiago del Estero 3 Diputados |                                        |                                        |                                        |                                        |                                        |
| Partido                                      | Partido                                | Candidato                              | Votos al candidato                     | Votos al partido                       | %                                      |
|                                              | Unión Nacional                         | Absalón Arias                          | 9.509                                  | 9.509                                  | 59,22                                  |
| José A. Cabanillas                           | Unión Nacional                         | 8.580                                  |                                        | 9.509                                  | 59,22                                  |
|                                              | Partido Autonomista Nacional           | José Domingo Santillán                 | 6.547                                  | 6.547                                  | 40,78                                  |
| Sin datos                                    | Partido Autonomista Nacional           |                                        |                                        | 6.547                                  | 40,78                                  |
| Votos positivos                              | Votos positivos                        | Votos positivos                        | Votos positivos                        | 16.056                                 | 69,40                                  |
| Diferencia de actas                          | Diferencia de actas                    | Diferencia de actas                    | Diferencia de actas                    | 7.080                                  | 30,60                                  |
| Total de votos                               | Total de votos                         | Total de votos                         | Total de votos                         | 23.136                                 | 100                                    |
| Electores registrados/Participación          | Electores registrados/Participación    | Electores registrados/Participación    | Electores registrados/Participación    | 35.261                                 | 65,61                                  |
| Provincia de Tucumán 2 Diputados             |                                        |                                        |                                        |                                        |                                        |
| Partido                                      | Partido                                | Candidato                              | Votos al candidato                     | Votos al partido                       | %                                      |
|                                              | Partido Liberal de Tucumán             | Fortunato Mariño                       | 29.155                                 | 29.155                                 | 100                                    |
| Próspero Mena                                | Partido Liberal de Tucumán             | 29.074                                 |                                        | 29.155                                 | 100                                    |
| Votos positivos                              | Votos positivos                        | Votos positivos                        | Votos positivos                        | 29.155                                 | 73,09                                  |
| Diferencia de actas                          | Diferencia de actas                    | Diferencia de actas                    | Diferencia de actas                    | 10.736                                 | 26,91                                  |
| Total de votos                               | Total de votos                         | Total de votos                         | Total de votos                         | 39.891                                 | 100                                    |
| Electores registrados/Participación          | Electores registrados/Participación    | Electores registrados/Participación    | Electores registrados/Participación    | 70.815                                 | 56,33                                  |

1. ↑  Falleció el 1 de enero de 1916, no fue reemplazado.
2. ↑  Renunció el 25 de agosto de 1915, no fue reemplazado.
3. ↑  Renunció el 25 de agosto de 1915, no fue reemplazado.
4. ↑  No se incorporó, lo reemplaza José Arce (Conservador) en una elección especial el 1 de junio de 1913.
5. ↑  Renunció el 16 de septiembre de 1912, lo reemplaza Lauro Lagos (UCR) en una elección especial el 30 de marzo de 1913.
6. ↑  Electo para completar el mandato de Carlos Basavilbaso (1910-1914).
7. ↑  Renunció el 9 de mayo de 1913, lo reemplaza Enrique Dickmann (PS) en 1914.
8. ↑  Se incorpora el 27 de noviembre de 1912 por hallarse en Europa.
9. ↑  Renunció el 14 de julio de 1915, no fue reemplazado.
10. ↑  Carlos Navarro, Francisco Galíndez, Francisco Ocampo, Teodulfo Castro, Dermidio Narváez, Ángel E. Mercado, Estanislao Maldones, Luis Ybañes, Manuel Ponferrada, Agustín Lobo, Eufemio Maubecín, Dermidio Berrondo, Ramón E. Reyes, Sofanor Rojas, Patricio de la Vega, Ángel Carrizo, Wenceslao Carranza, Niceo Villagra, Justiniano R. Cisterna, Ramón Florión y Ramón Eulacio.
11. ↑  No se incorporó, lo reemplaza Julio Argentino Pascual Roca (Partido Constitucional) en una elección especial el 1 de septiembre de 1912.
12. ↑  Electo para completar el mandato de Evaristo Pérez Virasoro (1910-1914).
13. ↑  Renunció el 25 de diciembre de 1913, lo reemplaza Manuel Bejarano (PLCo) en 1914.
14. ↑  Electo para completar el mandato de Luis Leguizamón (1910-1914).
15. ↑  Electo para completar el mandato de Adolfo Mugica (padre) (1910-1914).
16. ↑  Electo para completar el mandato de Octavio Iturbe (1910-1914). Pedro José Pérez renunció el 17 de septiembre de 1913, no fue reemplazado.
17. ↑  Renunció el 7 de marzo de 1913, lo reemplaza Lucio Funes en una elección especial el 11 de mayo de 1913.
18. ↑  Ricardo J. Iramendi, Julián Matorras, Daniel Gudiño, Ricardo Aráoz, Manuel Llovet, Octavio Figueroa, Abel Lerda, Adolfo Valdez, Luis Arana, Carlos Aranda, Zoilo Cantón, Alberto Langen, José López Reina, Pedro Valdi, Martín Barrantes, José M. Gorriti, Washington Álvarez, Rafael Moya, Indalecio Castellanos, Víctor M. Ovejero, Segundo M. Coronel, Conrado M. Serrey, Zenón Benítez, Carlos Arias, Ángel M. Ovejero, Ricardo Zorrilla, Benjamín Zorrilla, Daniel Zambrano, Felipe Guasch Leguizamón, Héctor P. González, Domingo Nieva, Daniel Zambrano (h), Saturnino Pérez, Flavio Llovet, Tomás Torres, Juan Tomas Fríaz, Victorino Moya, Elías Gallardo, Nicolás Arias, Carlos Outes y Félix Usandivaras.
19. ↑  La Cámara de Diputados no acepta su diploma. Se incorpora Miguel B. Pastor, quien le sigue en votos. Miguel B. Pastor falleció el 27 de abril de 1916, no fue reemplazado.
20. ↑  Renunció el 15 de mayo de 1913, lo reemplaza Arturo Gandolla (UCR) en 1914.
21. ↑  Falleció el 14 de julio de 1915, no fue reemplazado.
22. ↑  B. Baigorri, Carlos Vocos Giménez, Ricardo A. Núñez, Carlos Seligman, Ramón Lucero, Enrique Aguzzi, J. F. Perachi, Isidoro C. Ricart, Guillermo J. Kehoe, Pedro Alcacer, Severo A. Gómez, David Peña, Carlos A. Aldao, Antonio Tiscornia, Lorenzo Scasso, Estanislao Zeballos, Julián V. Pera, Frugoni Zavala, Lorenzo Amador, Juan R. Gómez, Elías J. Guastavino, Ladislao Benítez y José M. Marini.
23. ↑  Celestino Pera, Rodolfo Lehmann, Jacinto Fernández, Mauricio J. Casal, José Leguizamón, Juan J. Tallon, Joaquín M. Cullen, Federico Arteaga, Nicanor Molinas, Francisco Mora, Pascual Quiroga, Juan Forgues, Pedro Acosta, Manuel Carlés, Coronel Faramiñan, Carlos Rivas, Néstor Pizarro, J. Ventura Roca, Tomás Cullen, Eugenio Puccio, Rosendo Fraga (h), Andrés Buzone, Ramón Soaje, Alejandro Porteris, Juan Arzeno, Luis Lebellac, M. Maza y E. Laborde.
24. ↑  Ignacio Iturraspe, Antonio Diana, Ricardo Caballero, Martín Meyer, Constancio Larguía, Eduardo Paganini, Nicanor de Elía, Néstor Noriega, Domingo Costa, Ottorino Costa, Nazario P. Costa, Ramón Araya, M. Álvarez Comas, Inocencio Busto, Fernando Pessan, Luis Calderón, Domingo Delepiani, Lisandro Coustanti, Carlos Deliot, Pedro Altube, Pablo Cassey, E. Busaferri (h), Juan Vélez, Felipe Carreras, Alcibíades Caminos, Domingo Borghi, Gastón Joly, Desiderio Jour, Manuel Lugasti, Luis Sottito, Aquilino Rigesti, J. Lanza Castelli, Francisco Arteaga, César Zapata, Ramón Figueroa, Luis M. Araya, Carlos Paganini, Tristán Zell, Tobías P. Capello, José L. López, José Chiessa, Deolindo Muñoz, Antonio Botteron, Carlos Arzani, Abertano Quiroga, Daniel P. Pérez, Daniel R. Soto, Federico Llovet, Ricardo Sosa, Daniel Corrales, Antonio López, A. Marino de la Mar, C. Caminos, Octavio Grandoli, José J. Gómez, José Peiteado, Edmundo J. Rosas, Fernando Seco, Eusebio C. Gómez, Ciriaco Fernández, Claudio Piedrabuena, Emeterio Cámara, Aniceto Niklison, José M. Cullen, Rodolfo Freyre, Mariano C. Puig, Tomás de Veyga, Mariano A. Quiroga, Luciano Molinas, Salvador Vigo, Juan de D. Moscoso, Francisco E. Alfonzo, Manuel Ramírez, Mario Claverie, Juan B. Depetri, Joaquín Lagos, Santiago Irigoyen, E. Álvarez (h), Andrés Osser, Florentino Morea, Benjamín Asckrich, Ottorino Bonfanti, Aristóbulo Lasso, Juan Aronga, Alderete Méndez, A. Carrasco, J. Lassaga, J. Morales Bustamante, Carlos Conforti, José A. Bayo, L. González, José Oliva, J. R. Perazzo, Enrique Marck, Luis Lamas Freyre y F. Carney.
25. ↑  Falleció el 20 de septiembre de 1913, lo reemplaza Manuel Hernández en una elección especial el 21 de diciembre de 1913.

## Elecciones parciales
| Provincia de Buenos Aires 1 Diputado 1 y 15 de junio de 1913                              | Provincia de Buenos Aires 1 Diputado 1 y 15 de junio de 1913 | Provincia de Buenos Aires 1 Diputado 1 y 15 de junio de 1913 | Provincia de Buenos Aires 1 Diputado 1 y 15 de junio de 1913 | Provincia de Buenos Aires 1 Diputado 1 y 15 de junio de 1913 | Provincia de Buenos Aires 1 Diputado 1 y 15 de junio de 1913 |
| Partido                                                                                   | Partido                                                      | Candidato                                                    | Candidato                                                    | Votos                                                        | %                                                            |
| ----------------------------------------------------------------------------------------- | ------------------------------------------------------------ | ------------------------------------------------------------ | ------------------------------------------------------------ | ------------------------------------------------------------ | ------------------------------------------------------------ |
|                                                                                           | Partido Conservador                                          | José Arce                                                    | José Arce                                                    | 61.632                                                       | 98,12                                                        |
| Votos varios                                                                              | Votos varios                                                 | Votos varios                                                 | Votos varios                                                 | 1.178                                                        | 1,88                                                         |
|                                                                                           |                                                              |                                                              |                                                              |                                                              |                                                              |
| Votos válidos                                                                             | Votos válidos                                                | Votos válidos                                                | Votos válidos                                                | 62.810                                                       | 60,37                                                        |
| Votos en blanco                                                                           | Votos en blanco                                              | Votos en blanco                                              | Votos en blanco                                              | 40.926                                                       | 39,34                                                        |
| Votos nulos                                                                               | Votos nulos                                                  | Votos nulos                                                  | Votos nulos                                                  | 308                                                          | 0,30                                                         |
| Total de votantes                                                                         | Total de votantes                                            | Total de votantes                                            | Total de votantes                                            | 104.044                                                      | 100                                                          |
| Capital Federal 3 Diputados 30 de marzo de 1913 y 13 de abril de 1913                     |                                                              |                                                              |                                                              |                                                              |                                                              |
| Partido                                                                                   | Partido                                                      | Candidato                                                    | Votos al candidato                                           | Votos al partido                                             | %                                                            |
|                                                                                           | Partido Socialista                                           | Nicolás Repetto                                              | 48.778                                                       | 48.778                                                       | 47,04                                                        |
| Mario Bravo                                                                               | Partido Socialista                                           | 48.636                                                       |                                                              | 48.778                                                       | 47,04                                                        |
|                                                                                           | Unión Cívica Radical                                         | Lauro Lagos                                                  | 30.712                                                       | 30.712                                                       | 29,62                                                        |
| Francisco Aníbal Riú                                                                      | Unión Cívica Radical                                         | 30.707                                                       |                                                              | 30.712                                                       | 29,62                                                        |
|                                                                                           | Unión Cívica                                                 | Gregorio Aráoz Alfaro                                        | 22.799                                                       | 22.799                                                       | 21,99                                                        |
| Juan J. Díaz Arana                                                                        | Unión Cívica                                                 | 21.530                                                       |                                                              | 22.799                                                       | 21,99                                                        |
| 158 candidatos                                                                            | 158 candidatos                                               | 158 candidatos                                               | 158 candidatos                                               | 1.405                                                        | 1,35                                                         |
|                                                                                           |                                                              |                                                              |                                                              |                                                              |                                                              |
| Votos válidos                                                                             | Votos válidos                                                | Votos válidos                                                | Votos válidos                                                | 103.694                                                      | 95,00                                                        |
| Diferencia de actas                                                                       | Diferencia de actas                                          | Diferencia de actas                                          | Diferencia de actas                                          | 5.463                                                        | 5,00                                                         |
| Total de votantes                                                                         | Total de votantes                                            | Total de votantes                                            | Total de votantes                                            | 109.157                                                      | 100                                                          |
| Electores registrados/participación                                                       | Electores registrados/participación                          | Electores registrados/participación                          | Electores registrados/participación                          | 141.336                                                      | 77,23                                                        |
| Provincia de Córdoba 1 Diputado 1 y 22 de septiembre de 1912                              |                                                              |                                                              |                                                              |                                                              |                                                              |
| Partido                                                                                   | Partido                                                      | Candidato                                                    | Candidato                                                    | Votos                                                        | %                                                            |
|                                                                                           | Partido Constitucional                                       | Julio Argentino Roca (h)                                     | Julio Argentino Roca (h)                                     | 27.077                                                       | 56,51                                                        |
|                                                                                           | Unión Cívica Radical                                         | Ramón F. Moreno                                              | Ramón F. Moreno                                              | 20.840                                                       | 43,49                                                        |
|                                                                                           |                                                              |                                                              |                                                              |                                                              |                                                              |
| Total                                                                                     | Total                                                        | Total                                                        | Total                                                        | 47.917                                                       | 100                                                          |
| Provincia de Corrientes 1 Diputado 3 de noviembre de 1912                                 |                                                              |                                                              |                                                              |                                                              |                                                              |
| Partido                                                                                   | Partido                                                      | Candidato                                                    | Candidato                                                    | Votos                                                        | %                                                            |
|                                                                                           | Partido Liberal                                              | Justino I. Solari                                            | Justino I. Solari                                            | 15.650                                                       | 71,90                                                        |
|                                                                                           | Unión Cívica Radical                                         | Ángel Blanco                                                 | Ángel Blanco                                                 | 6.116                                                        | 28,10                                                        |
|                                                                                           |                                                              |                                                              |                                                              |                                                              |                                                              |
| Total                                                                                     | Total                                                        | Total                                                        | Total                                                        | 21.766                                                       | 100                                                          |
| Provincia de Corrientes 1 Diputado 4 de agosto de 1913                                    |                                                              |                                                              |                                                              |                                                              |                                                              |
| Partido                                                                                   | Partido                                                      | Candidato                                                    | Candidato                                                    | Votos                                                        | %                                                            |
|                                                                                           | Partido Autonomista                                          | Julio Conrado Rivero                                         | Julio Conrado Rivero                                         | 22.045                                                       | 100                                                          |
|                                                                                           |                                                              |                                                              |                                                              |                                                              |                                                              |
| Votos válidos                                                                             | Votos válidos                                                | Votos válidos                                                | Votos válidos                                                | 22.045                                                       | 79,71                                                        |
| Votos en blanco                                                                           | Votos en blanco                                              | Votos en blanco                                              | Votos en blanco                                              | 5.611                                                        | 20,29                                                        |
| Total de votantes                                                                         | Total de votantes                                            | Total de votantes                                            | Total de votantes                                            | 27.656                                                       | 100                                                          |
| Electores registrados/participación                                                       | Electores registrados/participación                          | Electores registrados/participación                          | Electores registrados/participación                          | 55.955                                                       | 49,43                                                        |
| Provincia de Mendoza 1 Diputado 11 de mayo de 1913                                        |                                                              |                                                              |                                                              |                                                              |                                                              |
| Partido                                                                                   | Partido                                                      | Candidato                                                    | Candidato                                                    | Votos                                                        | %                                                            |
|                                                                                           |                                                              | Lucio Funes                                                  | Lucio Funes                                                  | 14.414                                                       | 60,72                                                        |
|                                                                                           |                                                              | Isaac Chavarría                                              | Isaac Chavarría                                              | 9.094                                                        | 38,31                                                        |
|                                                                                           |                                                              | Juan B. Quiroga                                              | Juan B. Quiroga                                              | 105                                                          | 0,44                                                         |
|                                                                                           |                                                              | Ricardo Báez                                                 | Ricardo Báez                                                 | 11                                                           | 0,05                                                         |
|                                                                                           |                                                              | José M. Peralta                                              | José M. Peralta                                              | 11                                                           | 0,05                                                         |
|                                                                                           |                                                              | José Néstor Lencinas                                         | José Néstor Lencinas                                         | 10                                                           | 0,04                                                         |
|                                                                                           |                                                              | Francisco Rubilar                                            | Francisco Rubilar                                            | 10                                                           | 0,04                                                         |
|                                                                                           |                                                              | Roberto Rincci                                               | Roberto Rincci                                               | 8                                                            | 0,03                                                         |
|                                                                                           |                                                              | Luis Puissegur                                               | Luis Puissegur                                               | 7                                                            | 0,03                                                         |
|                                                                                           |                                                              | Ricardo M. Encina                                            | Ricardo M. Encina                                            | 5                                                            | 0,02                                                         |
|                                                                                           |                                                              | Pedro N. Ortiz                                               | Pedro N. Ortiz                                               | 4                                                            | 0,02                                                         |
|                                                                                           |                                                              | Exequiel Tabanera                                            | Exequiel Tabanera                                            | 3                                                            | 0,01                                                         |
|                                                                                           |                                                              | E. Salinas                                                   | E. Salinas                                                   | 3                                                            | 0,01                                                         |
|                                                                                           |                                                              | Marcelino Calderón                                           | Marcelino Calderón                                           | 2                                                            | 0,01                                                         |
|                                                                                           |                                                              | Domingo Sánchez                                              | Domingo Sánchez                                              | 2                                                            | 0,01                                                         |
|                                                                                           |                                                              | Jorge Céspedes                                               | Jorge Céspedes                                               | 2                                                            | 0,01                                                         |
|                                                                                           |                                                              | Humberto Herrero                                             | Humberto Herrero                                             | 2                                                            | 0,01                                                         |
|                                                                                           |                                                              | Franklin Enríquez                                            | Franklin Enríquez                                            | 2                                                            | 0,01                                                         |
|                                                                                           |                                                              | José A. Delgado                                              | José A. Delgado                                              | 2                                                            | 0,01                                                         |
|                                                                                           |                                                              | Luis N. Arena                                                | Luis N. Arena                                                | 2                                                            | 0,01                                                         |
| 39 candidatos con un voto cada uno                                                        | 39 candidatos con un voto cada uno                           | 39 candidatos con un voto cada uno                           | 39 candidatos con un voto cada uno                           | 39                                                           | 0,16                                                         |
|                                                                                           |                                                              |                                                              |                                                              |                                                              |                                                              |
| Votos válidos                                                                             | Votos válidos                                                | Votos válidos                                                | Votos válidos                                                | 23.738                                                       | 96,12                                                        |
| Votos en blanco                                                                           | Votos en blanco                                              | Votos en blanco                                              | Votos en blanco                                              | 956                                                          | 3,87                                                         |
| Votos impugnados                                                                          | Votos impugnados                                             | Votos impugnados                                             | Votos impugnados                                             | 2                                                            | 0,01                                                         |
| Total de votantes                                                                         | Total de votantes                                            | Total de votantes                                            | Total de votantes                                            | 24.696                                                       | 100                                                          |
| Provincia de Salta 1 Diputado 11 de mayo de 1913                                          |                                                              |                                                              |                                                              |                                                              |                                                              |
| Partido                                                                                   | Partido                                                      | Candidato                                                    | Candidato                                                    | Votos                                                        | %                                                            |
|                                                                                           | Unión Cívica                                                 | José Félix Uriburu                                           | José Félix Uriburu                                           | 7.955                                                        | 54,51                                                        |
|                                                                                           |                                                              | José Saravia                                                 | José Saravia                                                 | 6.544                                                        | 44,84                                                        |
|                                                                                           |                                                              | Julio J. González                                            | Julio J. González                                            | 80                                                           | 0,55                                                         |
|                                                                                           |                                                              | Fernando López                                               | Fernando López                                               | 7                                                            | 0,05                                                         |
|                                                                                           |                                                              | Casimiro López Gasteaburu                                    | Casimiro López Gasteaburu                                    | 2                                                            | 0,01                                                         |
|                                                                                           |                                                              | Manuel Anzátegui                                             | Manuel Anzátegui                                             | 1                                                            | 0,01                                                         |
|                                                                                           |                                                              | Saturnino Pérez                                              | Saturnino Pérez                                              | 1                                                            | 0,01                                                         |
|                                                                                           |                                                              | Tomás Torino                                                 | Tomás Torino                                                 | 1                                                            | 0,01                                                         |
|                                                                                           |                                                              | Moisés J. Oliva                                              | Moisés J. Oliva                                              | 1                                                            | 0,01                                                         |
|                                                                                           |                                                              | Darío Arias                                                  | Darío Arias                                                  | 1                                                            | 0,01                                                         |
|                                                                                           |                                                              | M. Lozano                                                    | M. Lozano                                                    | 1                                                            | 0,01                                                         |
|                                                                                           |                                                              |                                                              |                                                              |                                                              |                                                              |
| Votos válidos                                                                             | Votos válidos                                                | Votos válidos                                                | Votos válidos                                                | 14.594                                                       | 98,88                                                        |
| Votos en blanco y anulados                                                                | Votos en blanco y anulados                                   | Votos en blanco y anulados                                   | Votos en blanco y anulados                                   | 165                                                          | 1,12                                                         |
| Total de votantes                                                                         | Total de votantes                                            | Total de votantes                                            | Total de votantes                                            | 14.759                                                       | 100                                                          |
| Electores registrados/participación                                                       | Electores registrados/participación                          | Electores registrados/participación                          | Electores registrados/participación                          | 28.200                                                       | 52,34                                                        |
| Provincia de Santiago del Estero 1 Diputado 30 de marzo de 1913 y 20 de abril de 1913     |                                                              |                                                              |                                                              |                                                              |                                                              |
| Partido                                                                                   | Partido                                                      | Candidato                                                    | Candidato                                                    | Votos                                                        | %                                                            |
|                                                                                           | Unión Democrática                                            | Nicanor Salvatierra                                          | Nicanor Salvatierra                                          | 13.300                                                       | 56,91                                                        |
|                                                                                           |                                                              | Manuel Gorostiaga                                            | Manuel Gorostiaga                                            | 10.072                                                       | 43,09                                                        |
|                                                                                           |                                                              |                                                              |                                                              |                                                              |                                                              |
| Total de votantes                                                                         | Total de votantes                                            | Total de votantes                                            | Total de votantes                                            | 23.372                                                       | 100                                                          |
| Electores registrados/participación                                                       | Electores registrados/participación                          | Electores registrados/participación                          | Electores registrados/participación                          | 44.800                                                       | 52,17                                                        |
| Provincia de Santiago del Estero 1 Diputado 21 de diciembre de 1913 y 11 de enero de 1914 |                                                              |                                                              |                                                              |                                                              |                                                              |
| Partido                                                                                   | Partido                                                      | Candidato                                                    | Candidato                                                    | Votos                                                        | %                                                            |
|                                                                                           | Unión Democrática                                            | Manuel Hernández                                             | Manuel Hernández                                             | 11.954                                                       | 51,36                                                        |
|                                                                                           | Concentración Popular                                        | Pedro Llanos                                                 | Pedro Llanos                                                 | 11.322                                                       | 48,64                                                        |
|                                                                                           |                                                              |                                                              |                                                              |                                                              |                                                              |
| Total de votantes                                                                         | Total de votantes                                            | Total de votantes                                            | Total de votantes                                            | 23.276                                                       | 100                                                          |
| Provincia de Tucumán 1 Diputado 15 de junio de 1913 y 6 de julio de 1913                  |                                                              |                                                              |                                                              |                                                              |                                                              |
| Partido                                                                                   | Partido                                                      | Candidato                                                    | Candidato                                                    | Votos                                                        | %                                                            |
|                                                                                           | Partido Autonomista Nacional                                 | Melitón Camaño                                               | Melitón Camaño                                               | 13.938                                                       | 68,56                                                        |
|                                                                                           | Unión Cívica Radical                                         | Pedro J. Sal                                                 | Pedro J. Sal                                                 | 6.393                                                        | 31,44                                                        |
|                                                                                           |                                                              |                                                              |                                                              |                                                              |                                                              |
| Votos válidos                                                                             | Votos válidos                                                | Votos válidos                                                | Votos válidos                                                | 20.331                                                       | 98,21                                                        |
| Diferencia de actas                                                                       | Diferencia de actas                                          | Diferencia de actas                                          | Diferencia de actas                                          | 370                                                          | 1,79                                                         |
| Total de votantes                                                                         | Total de votantes                                            | Total de votantes                                            | Total de votantes                                            | 20.701                                                       | 100                                                          |
| Electores registrados/participación                                                       | Electores registrados/participación                          | Electores registrados/participación                          | Electores registrados/participación                          | 68.000                                                       | 30,44                                                        |

1. ↑  Electo para completar el mandato de Rómulo Naón (1912-1916).
2. ↑  Electo para completar el mandato de Manuel Montes de Oca (1910-1914).
3. ↑  Electo para completar el mandato de Francisco de Paula Moreno (1910-1914).
4. ↑  Electo para completar el mandato de Luis J. Rocca (1912-1916). Lauro Lagos renunció el 29 de mayo de 1914, no fue reemplazado.
5. ↑  Electo para completar el mandato de Pedro C. Molina (1912-1916).
6. ↑  Electo para completar el mandato de Pedro Celestino López (1910-1914).
7. ↑  Electo para completar el mandato de Juan J. Lubary (1910-1914).
8. ↑  Electo para completar el mandato de Pedro Benegas (1912-1916).
9. ↑  Carlos A. Pereira, Manuel Pereira, Miguel S. Castro, Abelardo Nanclares, Hipólito Yrigoyen, David Ortiz, Enrique Estrella, Ponciano Lemos, Santiago Ramírez, Severo del Castillo, Juan de Dios Morales, Américo A. Balice, Francisco Palomino, Salvador Segura B., Antenor F. Pereira, Bernardino López, Juan Pita, Juan M. Contreras, Carlos Jardel, Salvador B. Reta, José S. Corti, Abelardo Godoy, Carlos Ponce, Conrado Echevarrieta, Gerónimo Pujol, José E. Godoy, Bartolomó López, Luis H. Brenan, Domingo R. Guiraldes, Segundo G. Castro, Simón P. Moreno, Inocencio Sanjurjo, Julián Barraquero, Jesús Romero, Francisco Evans, Alberto E. Puebla, Pedro Benegas, Estanislao D. Gaviola y Jorge A. Reynals.
10. ↑  Electo para completar el mandato de David Zambrano (1910-1914).
11. ↑  Electo para completar el mandato de Antenor Álvarez (1910-1914).
12. ↑  Electo para completar el mandato de Absalón Arias (1912-1916).
13. ↑  Electo para completar el mandato de Ernesto Padilla (1910-1914).

## Boletas en Santa Fe

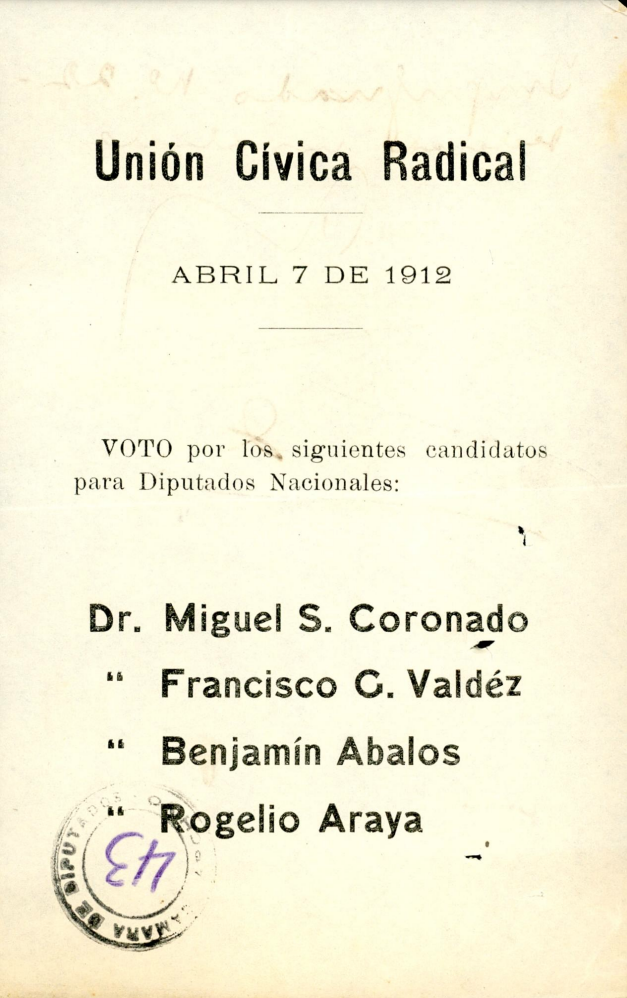
Unión Cívica Radical
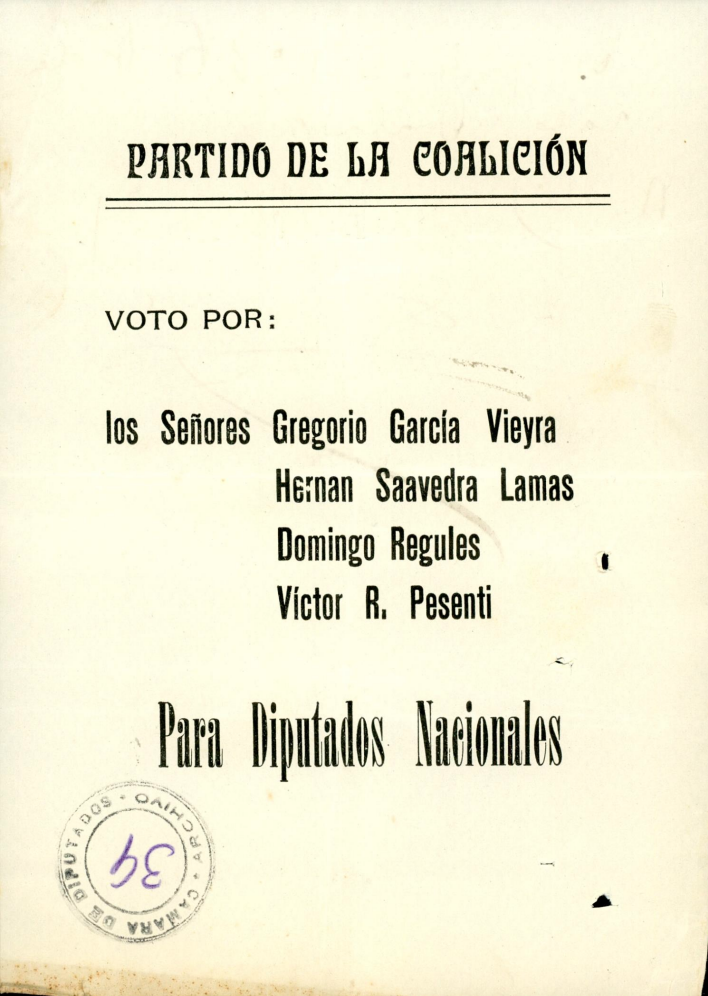
Partido de la Coalición
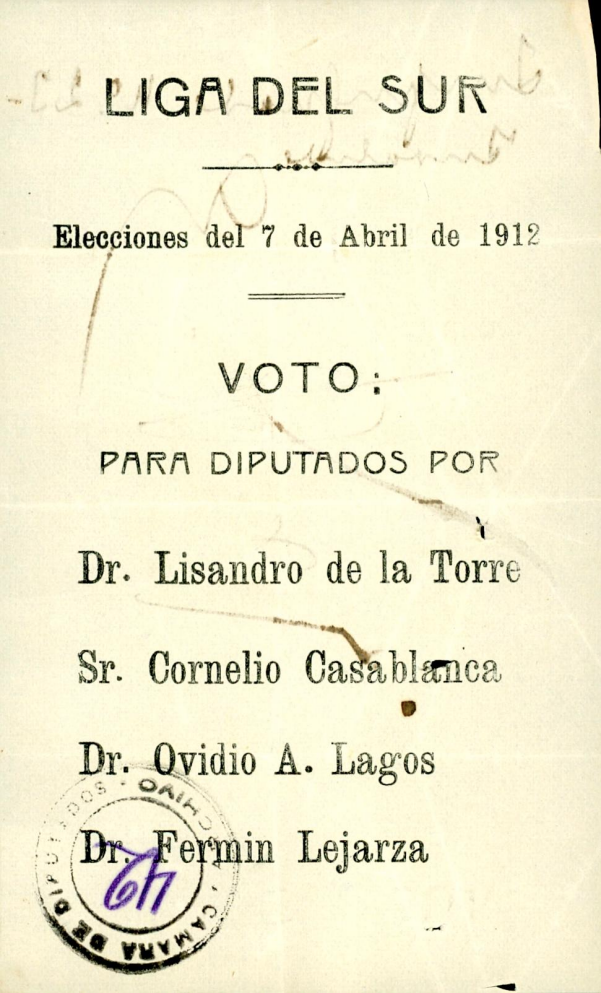
Liga del Sur
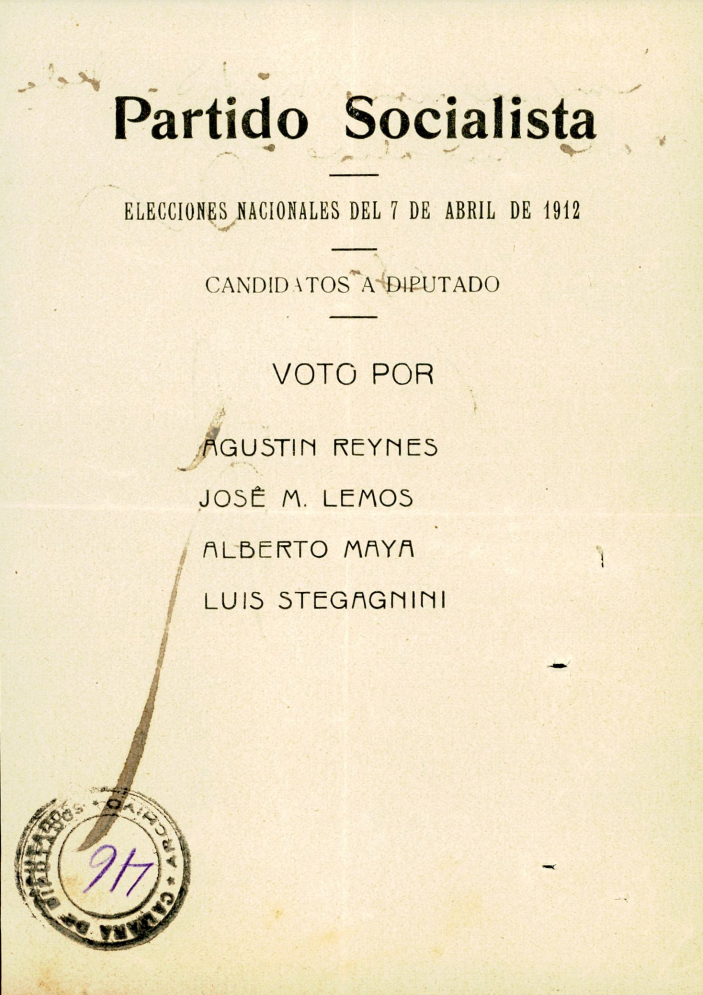
Partido Socialista